# Jmeniny na Slovensku
Na Slovensku, stejně jako v České republice a jiných zemích, náleží téměř ke každému dni alespoň jedno jméno. Tento seznam byl původně římskokatolickým kalendářem svatých. 
Seznam jmen přiřazených k jednotlivým datům je uváděn v kalendářích. Přestože je v kalendáři uváděno jen jedno nebo dvě jména (v následujícím seznamu jsou označena tučným písmem), ke každému dni jich může být přiřazeno víc.

## Leden
1. Alexandra, Ábel, Makar, Karina, Kara, Kasandra, Sanda, Sandra, Saša, Senda
2. Daniela, Danila, Danuta, Genovéva, Radmila, Radina, Ertel
3. Drahoľub, Drahomil, Drahoň, Drahoslav, Drahoš, Duchoslav, León, Títus, Drahoľuba, Drahomila, Duchoslava, Leóna, Leónia
4. Artúr, Andrea
5. Melchior, Melichar, Menhard, Antónia
6. Atila, Lucián, Bohuna, Bohuslava, Boleslava, Božislava, Luciána
7. Čestmír, Pravomil, Severín, Čestmíra, Pravomila, Severína
8. Alex, Alexej, Domoľub, Julián, Pravoľub, Vladan, Vladen, Alexia, Pravoľuba, Vladana, Vladena
9. Agatón, Dalimil, Dalimír, Dalimila, Dalimíra, Dáša
10. Honorát, Tasilo, Honoráta, Malvína
11. Arkád, Arnošt, Ernest, Arkádia, Arnoštka, Erna, Ernestína
12. Čistomil, Čistoslav, Rastic, Rastimír, Rastislav, Ratislav, Vidor, Čistomila, Čistoslava, Rastislava, Ratislava
13. Hilár, Radovan, Uriáš, Uriel, Hilária, Radovana,
14. Dobroslav, Dobrotín, Domoslav, Loránt, Múdroslav, Domoslava,
15. Kristína
16. Antal, Nataša
17. Priskus, Bohdana, Piroška, Priska
18. Mário, Drahomíra
19. Dalibor, Fabián, Fábius, Sebastián, Šebastián, Fábia, Fabiána, Fabiola, Sebastiána,
20. Vincent, Vincencia
21. Zora, Dorián, Sírius, Slavoľub, Slavomil, Zoran, Auróra, Cyntia, Doriána, Sinda, Slavomila, Zorana
22. Miloš, Miloň, Selma,
23. Timotej, Ctiboh, Timotea, Timo
24. Gejza, Saul, Šavol,
25. Tamara, Polykarp, Slavibor, Slavislav, Slaviboj, Slavoboj, Svätoboj, Svätobor, Xenofón, Žarko, Polykarpa,
26. Bohuš, Pribislav, Pribiš,
27. Alfonz, Manfréd, Alfonzia,
28. Gašpar, Pribina
29. Ema, Jasna
30. Emil, Emilián, Emiliána

## Únor
1. Hynek, Trifon, Táňa, Tatiana
2. Erik, Aida, Erika
3. Blažej, Celerín, Celerína
4. Nika, Verena, Verona, Veronika
5. Moderát, Modest, Agáta, Leda, Moderáta, Modesta
6. Dorisa, Dorota, Titanila
7. Romuald, Vanda
8. Aranka, Zoja
9. Rainold, Rinaldo, Zdenko, Zdeno, Apolena, Apoliena, Apolónia
10. Gabriela, Scholastika, Školastika
11. Dezider, Želislav, Dezidera, Želislava
12. Ron, Ronald, Zoro, Zoroslav, Eulália, Perla, Slavena, Solveiga, Zoroslava
13. Arpád, Jordán, Jordána
14. Valentín, Velimír
15. Faust, Pravoslav, Faustína, Georgia, Georgína, Pravoslava
16. Pamfil, Ida, Liana, Pamfília
17. Flavián, Flávius, Silván, Silvín, Flávia, Milomíra, Miloslava, Miluša, Silvána
18. Jaromír, Simeon, Jaromíra, Konkordia
19. Konrád, Kurt, Vlasta
20. Aladár, Lívio, Lívius, Udo, Ulrich, Alma, Lívia, Ulrika, Ulriška
21. Eleonóra
22. Etela
23. Roman, Romana, Romina
24. Matej, Jazmína, Goran, Mateja
25. Frederik, Taras, Federika, Frederika
26. Viktor, Porfýr
27. Alexander, Leander, Sandro, Skender, Drahotína, Dražica, Leandra
28. Elemír, Elo, Lumír, Zlata, Zlatica
29. Radomír, Radomíra

## Březen
1. Albín
2. Anežka
3. Bohumil, Bohumila, Ticián, Ginda, Kunigunda, Ticiána
4. Gerazim, Kazimír, Romeo, Jadrana, Kazimíra
5. Fridrich, Lucius, Teofil, Friderika, Teofila
6. Fridolín, Koriolán, Radoslav, Radoslava, Radislav, Radovan, Felícia, Fridolína, Radislava,
7. Tomáš, Tomislav, Tomáška, Tomislava
8. Alan, Alana
9. Erhard, Františka
10. Branislav, Bratislav, Bronislav, Bruno, Bratislava
11. Angel, Volfram, Angela, Angelika, Algelína, Jurina
12. Gregor, Teofan, Gregora, Gregoria, Gregorína
13. Vlastimil, Kira, Rozína
14. Matilda, Metaneta, Metakáva
15. Agap, Belomír, Rodan, Roderich, Roderik, Torkvát, Agapa, Agapia, Rodana, Roderika, Svetlana
16. Amos, Bolemír, Boleslav, Heribert, Bolemíra
17. Ľuban, Ľuben, Zbignev, Zbyšek, Ľuba, Ľubica
18. Ctislav, Eduard, Salvátor, Ctislava, Eduarda
19. Jozef, Sibyla
20. Klaudián, Klaudín, Klaudio, Klaudius, Víťazoslav, Víťazoslava
21. Blahoboj, Blahosej, Blahoslav, Radek, Radko
22. Beňadik, Benedikt, Oktavián, Oktávius, Benedikta, Benilda, Benita, Izolda, Oktávia
23. Adrián, Apián, Dárius, Viktorián, Apia
24. Gabriel
25. Humbert, Marián, Anunciáta, Irida, Irisa
26. Eman, Emanuel, Manuel, Emanuela, Manuela
27. Rupert, Ruprecht, Alena, Dita
28. Ilarion, Soňa
29. Miroslav, Mieroslav, Bertold, Bertolda, Mieroslava
30. Vieroľub, Vieromil, Vieroslav, Vieroslava
31. Benjamín, Kvído, Balbína

## Duben
1. Hugo, Hugolín
2. Zita, Áron
3. Richard, Richarda
4. Izidor, Izidora, Izis
5. Miroslava, Mira
6. Irena, Irína, Celestín, Ruben, Sixtus, Celestína, Venuša
7. Zoltán, Armand, Herman, Rufínus, Rúfus, Armanda, Rufína, Rumjana
8. Albert, Albertín, Albrecht, Valter, Alberta, Albertína, Albrechta
9. Milena, Erhard, Mileva
10. Igor, Ezechiel, Ivar, Ivor, Radomil, Igora, Radomila
11. Július, Antip, Ariel, Leo, Lev, Ariela, Arleta
12. Estera, Aster, Davorín, Zenon, Astéria
13. Aleš, Artem, Artemon, Artemia, Artemida, Norma
14. Justína, Hrdoslav, Hrdoš, Justín, Davorína, Hrdoslava, Justa
15. Fedor, Fedora
16. Dana, Danica
17. Rudolf, Ralf, Rolf, Rudolfa, Rudolfína
18. Valér, Apolón, Erich, Verner, Ilma
19. Jela, Krescenc, Krescencia
20. Marcel, Hvezdoň
21. Ervín, Abelard, Adelard, Anzelm, Žitoslav, Anzelma, Ervína, Saskia, Žitoslava
22. Slavomír, Slávo, Tvrdomír, Jelena, Noema
23. Vojtech, Adalbert, Roger, Adalberta, Vojtecha, Vojteška
24. Juraj, Fidél, Gaston, Georg, Helmut, Jorik, Jürgen, Deora, Fidélia, Jorga, Jorika, Juraja
25. Marek, Izmael, Marko, Markus
26. Jaroslava
27. Jaroslav, Aristid, Tulius, Aristída, Tulia
28. Jarmila, Prudencius, Prudencia
29. Lea, Timon
30. Anastázia, Anastáz, Blahomil, Asia, Blahomila, Nasťa, Nastasia

## Květen
1. Amarila, Pamela
2. Žigmund, Atanáz, Atanázia, Aténa
3. Galina, Horác, Desana, Halina, Timea
4. Florián, Flór, Aglája, Floriána, Florína, Pelagia
5. Lesana, Gothard, Pius, Lesia, Pia, Toska
6. Hermína, Ovídius, Radivoj, Tankréd, Elfrída, Frída, Herina, Mineta
7. Monika, Napoleon, Stanimír, Mona
8. Ingrida, Ina, Inga
9. Roland, Rolanda
10. Viktória, Armín, Armína, Beatrica
11. Blažena, Miranda, Svatava
12. Pankrác, Achiles
13. Servác, Chraniboj, Chranibor, Charnislav, Servián, Chranislava, Imelda, Konzuela
14. Bonifác
15. Žofia, Brenda, Raisa, Sofia, Zosia
16. Svetozár, Peregrín, Peregrína
17. Gizela, Andronik, Ditmar, Paskal, Andronika, Paskália
18. Viola
19. Gertrúda, Gerda
20. Bernard, Bernardín, Hviezdoslav, Bernadeta, Bernarda, Bernardína, Hviezdoslava
21. Zina, Dobromír, Hostimil, Hostirad, Hostislav, Hostisvit, Teobald, Dobromíra, Hostimila, Hostislava
22. Júlia, Juliána, Liana, Rita
23. Želmíra, Želimír, Želmír
24. Ela
25. Urban, Vselovod, Vševlad, Vanesa
26. Dušan
27. Iveta, Vadim, Valdemar, Valdemara
28. Viliam, Vilhelm, Elektra, Elma, Vilhelmína
29. Vilma, Elmar, Maxim, Maxima
30. Ferdinand, Neander, Ferdinanda
31. Petrana, Petronela, Petrónius, Blahoslav, Nela, Petrónia

## Červen
1. Žaneta, Aneta, Monika
2. Oxana, Xénia, Erazim, Erazmus, Jaromil, Vlastimila
3. Karolína,Tamara, Kevin, Lino, Linus, Palmíro, Kaja, Klotilda, Lina, Lineta, Palmíra
4. Robert,Lenka, Lena
5. Laura, Dorotej, Fatima, La Loreta, Loriána, Norman, Romulus, Adolfína, Norberta, Perzida
6. Norbert
7. Róbert, Borislav, Robin, Teodot, Dalma, Oriána, Róberta, Robina
8. Medard
9. Stanislava, Felicián, Prímus, Vojeslav, Berenika, Vojeslava
10. Margaréta, Gréta
11. Dobroslava, Barnabáš, Dobrava, Dobrota, Dobrotína, Flóra, Pavoslava
12. Zlatko, Svätoslav, Svetislav, Svetoslav, Zlatan, Zlatomír, Zlatoň, Zlatoš, Svätoslava, Svetislava, Svetoslava, Zlatana, Zlatomíra
13. Anton, Genadij, Tobiáš
14. Vasil, Bazil, Elizej, Kvintilián, Kvintín, Kvintus, Herta, Kvinta, Kvintiliána
15. Vít, Jolana
16. Bianka, Blanka, Benon, Božetech, Alina, Božetecha
17. Adolf, Adolfína
18. Vratislav, Leontín, Milovan, Milovín, Sedrik, Leontína, Milovana
19. Alfréd, Leonid, Leonídas, Leoš, Ruslan, Alfréda
20. Valéria, Florencián, Florentín, Silver, Florencia, Florentína
21. Alojz, Elvis, Lejla
22. Paulína, Achác, Eberhard, Paulín, Paula, Rozvita, Zaira
23. Sidónia, Sidón
24. Ján, Janis, Jaško, Jens, Johan, Jovan, Nino, Sean
25. Tadeáš, Olívia, Olívius, Prosper, Febrónia, Oliva
26. Adriána, Stojan, Adriena, Ria, Riana, Stojana
27. Ladislav, Ladislava, Samson, Sulamita
28. Beáta, Beátus, Slavoj, Bea
29. Pavol, Peter, Petra, Pavel, Pavla, Petula
30. Melánia, Vlastibor, Vlastimír, Šárka, Vlastimíra

## Červenec
1. Diana, Dean, Dejan, Dina, Zian, Dajana, Deana, Kalina, Tabita, Tajana
2. Berta, Bertín, Bertína
3. Miloslav, Irenej, Miliduch, Milomír, Milorad, Radimír, Rodimír, Radimíra
4. Prokop, Procius, Prokopa
5. Cyril, Metod, Cyrus, Cyrila
6. Patrik, Patrícia, Patrokles
7. Oliver, Donald, Kastor, Veleslav, Velislav, Valibals, Veleslava, Velislava
8. Ivan, Ivo, Kilián, Perikles
9. Lujza, Lukrécius, Lizelota, Lukrécia
10. Amália, Amína, Lada
11. Milota, Milutín
12. Nina, Fortunát, Fortunáta
13. Margita, Arne, Borivoj, Merkéta
14. Kamil
15. Henrich, Egon, Enrik, Enriko, Henrik, Henrika, Lota, Šarlota
16. Drahomír, Karmela, Karmen, Karmena, Rút, Rúta
17. Bohuslav, Božislav, Svorad
18. Kamila
19. Dušana
20. Eliáš, Iľja, Ilia, Eliána, Iliana
21. Daniel, Dan, Dalina
22. Magdaléna, Magda, Mahuliena, Majda
23. Oľga, Apolinár, Libérius, Libor, Liborius, Apolinára, Libora
24. Vladimír, Kinga
25. Jakub, Žakelína
26. Anna, Hana, Aneta, Anica, Anita, Annamária, Naneta
27. Božena, Gorazd, Pantaleon
28. Krištof, Inocent, Svätomír, Svätoš, Inocencia, Nausika, Svätomíra
29. Marta, Olaf, Serafín, Serafa, Serafína
30. Libuša, Abdon, Ingemar, Ingeborga, Ľubuša, Rowena
31. Ignác, Ignát, Vatroslav, Ignácia

## Srpen
1. Božidara, Božidar, Ľudomír, Božica, Kleopatra, Ľudomíra, Penelopa
2. Gustáv, Gustáva
3. Jerguš, Nikodém, Nikodéma
4. Dominik, Dominika, Krasoslav, Rainer, Krasoslava
5. Hortenzia, Hortenz, Milivoj, Osvald, Snežana
6. Jozefína, Nehoslav, Jozefa
7. Štefánia, Kajetán, Afra, Afrodita, Kajetána, Štefana
8. Oskár, Donát, Hartvig, Virgín, Donáta, Virgínia
9. Ľubomíra, Rastic
10. Vavrinec, Lars, Laurenc, Laurus, Lorenc, Vavro
11. Zuzana, Trojan, Dulcia, Dulcinela, Dulcínia
12. Darina, Dárius, Dária
13. Ľubomír, Hypolit, Kasián, Kasius, Belinda
14. Mojmír, Eusébius, Mojtech, Eusébia
15. Marcela
16. Leonard, Jáchim, Joachim, Linhart, Rochus, Leonarda
17. Milica, Bertram, Bertrand, Hyacint, Libert, Mirón, Hyacinta
18. Elena, Helena, Ilona
19. Lýdia, Vratislava
20. Anabela, Arabela
21. Jana, Johana, Jovana, Vanesa
22. Tichomír, Sigfríd, Tichomil, Tichomíra
23. Filip, Vlastislav, Filipa, Filipína, Vlastislava
24. Bartolomej, Bartolomea
25. Ľudovít, Ludvig, Radim, Ľudovíta
26. Samuel, Samo, Zemfír, Samuela, Tália, Zemfíra
27. Silvia, Silvio, Silvius
28. Augustín, August, Augusta, Augustína, Gustína
29. Nikola, Nikolaj, Koleta, Nikoleta
30. Ružena, Ružica
31. Nora, Rajmund, Ramón, Rajmunda, Ramona

## Září
1. Drahoslava, Egid, Egídius
2. Linda, Absolón, Axel, Justus, Ermelinda, Melinda, Rebeka
3. Belo, Antim, Klélia
4. Rozália, Kandid, Mojžiš, Rozalín, Rozálio, Kandida, Róza, Rozeta, Rozita, Rusalka
5. Regína, Bojan, Bojimír, Bojislav, Borimír, Branimír, Chotimír, Justinián, Otakar, Regan, Regulus, Viktorín, Bojana, Bojimíra, Boislava, Branimíra, Budislava, Chotimíra, Larisa
6. Alica, Brian, Magnus, Mansvét, Zachariáš, Bria
7. Marianna, Mariana
8. Miriama, Miriana
9. Martina, Gordan, Gordián, Gordon, Omar, Gordana, Rea, Tina
10. Oleg, Honór, Vitold, Honóra, Krasava, Vitolda
11. Bystrík, Prótus, Zdislav, Helga, Zdislava
12. Mária, Maja, Manon, Manona, Marica, Mariela, Marieta, Marika, Marila, Mariola, Marlena, Marusia
13. Ctibor, Amát, Amátus, Stibor, Sven, Amáta
14. Ľudomil, Dragan, Dragutín, Drahan, Drahotín, Ľudomila, Radka, Serena
15. Jolana, Melisa, Melita
16. Ľudmila, Duňa
17. Olympia, Lambert, Záviš
18. Eugénia, Ariadna
19. Konštantín, Trofín, Konstancia, Konštantína
20. Ľuboslav, Ľuboslava, Eustach, Filibert, Liboslav, Eustachia, Liboslava
21. Matúš, Ifigénia, Mirela
22. Móric, Maurícius, Maurus
23. Zdenka, Polyxénia, Tekla, Zdena
24. Ľubor, Ľuboš, Terenc
25. Vladislav, Vladivoj, Eufrozina, Fruzína, Vladislava
26. Edita, Edina
27. Cyprián, Damián, Kozmas, Damiána, Mirabela
28. Václav, Chariton, Kariton, Václava
29. Michal, Michaela, Michael, Michala
30. Jarolím, Hieronym, Jeremiáš, Jarolíma, Ráchel, Ráchela, Una

## Říjen
1. Arnold, Remig, Remus, Arnolda, Belina
2. Levoslav, Leodegar, Levoslava
3. Stela, Amadeus, Evald, Amadea
4. František, Edvin, Fraňo
5. Viera, Blahomír, Placid, Blahomíra, Karitína, Placida
6. Natália
7. Eliška
8. Brigita, Brit, Brita
9. Dionýz, Dionýzia
10. Slavomíra, Gedeon, Záboj, Krasomila
11. Valentína, Belín, Zvonimír, Zvonislav, Bruna, Brunhilda, Luneta, Selena, Zvonimíra, Zvonislava
12. Maximilián, Max, Maximiliána
13. Koloman, Edgar
14. Boris, Borislav, Kalist, Borislava, Kalista
15. Terézia, Tereza
16. Vladimíra, Gál, Havel, Havla
17. Hedviga, Jadviga
18. Lukáš
19. Kristián, Christián, Izák, Cristiána, Kristiána
20. Vendelín, Eunika, Vendelína
21. Uršuľa, Anatol, Anatólia, Antília
22. Sergej, Dobromil, Sergius, Zdravomil, Kordula, Korduľa, Pribislava, Saloma, Saloména, Solomia
23. Alojzia, Žitomír
24. Kvetoslava, Aretas, Cvetan, Gilbert, Harold, Herald, Krasomil, Kvetoň, Kvetoslav, Rafael, Šalamún, Areta, Cvetana, Gilberta, Kveta, Kvetana, Kvetava, Rafaela
25. Aurel, Krišpín, Vojmír, Zosim, Živan, Živko, Dália, Vojmíra, Živa, Živana
26. Demeter, Amand, Dimitrij, Evarist, Amanda, Demetria
27. Sabína, Horislav, Hromislav, Horislava, Hromislava, Sabrina, Zoa, Zoana
28. Dobromila, Júda, Judáš
29. Klára, Narcis, Zenob, Klarisa, Narcisa, Zenóbia
30. Šimon, Simona, Arzen, Asen, Simon, Asena, Simoneta, Šimona
31. Aurélia, Stacho, Volfgang

## Listopad
1. Denis, Dennis, Denisa
2. Cézar, Cezária
3. Hubert
4. Karol, Džesika, Jesika, Karola, Skarleta
5. Imrich, Emerich, Imriška
6. Renáta, Renát, Renáto, Renátus
7. René, Engelbert
8. Bohumír, Bohumíra
9. Teodor, Orest, Teo, Teodorik, Teodoz, Deodata, Tea, Teodora, Teodózia
10. Tibor, Tiber, Meluzína, Tibora
11. Maroš, Martin, Martinián
12. Svätopluk, Astrid, Jonáš, Astrida
13. Stanislav
14. Irma, Juventín, Mladen, Mladoň, Mladotín, Ima, Juventína, Mladena, Mladotína
15. Leopold, Leopolda, Leopoldína
16. Agnesa, Otmar, Agneša, Inéza
17. Klaudia, Klodeta
18. Eugen, Platón
19. Alžbeta, Betina, Elizabeta, Lila, Liliana, Líza
20. Félix, Filemon, Homér
21. Elvíra, Ctirad, Ctirada
22. Cecília, Cecilián, Šejla
23. Klement, Klementín, Kliment, Kolumbín, Klementína, Kolumbína
24. Emília, Milín, Milina
25. Katarína, Katrina
26. Kornel, Valerián
27. Milan, Nestor, Virgil, Milana
28. Henrieta, Gerhard, Tristan, Desdemona, Eta
29. Vratko, Saturnín, Zaida
30. Andrej, Ondrej, Andreas

## Prosinec
1. Edmund, Edmunda, Elza
2. Bibiána, Budimír, Budislav, Budimíra, Viviána
3. Oldrich, Sofron, Xavér, Sofrónia, Xavéria
4. Barbora, Babeta, Barbara, Barica
5. Oto, Gerald, Otakar, Otokar, Geralda, Geraldína, Jitka, Ota, Sáva
6. Mikuláš, Nikita, Niko, Nikolas, Mikuláška
7. Ambróz, Amarant, Amaranta, Ambrózia
8. Marína
9. Izabela, Dalila, Leokádia
10. Radúz, Herbert
11. Hilda, Hildegard, Hildegarda
12. Otília, Spiridon, Dília, Odeta
13. Lucia, Rosan, Rosana, Roxana
14. Branislava, Bronislava, Broňa
15. Ivica, Detrich, Radan, Radana
16. Albína, Bela, Teofánia
17. Kornélia, Lazár, Kora, Korina
18. Sláva, Gracián, Grácia, Graciána, Slavislava
19. Judita, Abrahám, Mstislav, Neméz, Ita, Mstislava, Neméza
20. Dagmara, Dag, Dagobert, Daga, Damara
21. Bohdan
22. Adela, Ada, Adelaida, Adelgunda, Adelína, Adina, Alida
23. Nadežda, Naďa
24. Adam, Eva, Evamária, Evelína, Gaja, Gajana, Geja
25. Štefan
26. Filoména, Filomén
27. Ivana, Ivona, Iva
28. Milada, Jonatán, Miladín, Nátan, Natanel
29. Dávid, Lotar
30. Silvester, Horst